# Biocid
Biocid (řec. bio = život + cidó = ničím) je obecně látka používaná k hubení, tlumení nebo omezování růstu škodlivých organismů ve všech oblastech lidské činnosti.
Směrnice Evropského parlamentu a Rady 98/8/EC o uvádění biocidních přípravků na trh rozděluje biocidní přípravky do čtyř kategorií a 23 typů:
- desinfekční a biocidní látky
- konzervační přípravky
- přípravky pro regulaci živočišných škůdců
- ostatní biocidní přípravky

V roce 2009 předložila Evropská komise návrh nového nařízení o biocidech, která se nyní projednává na úrovní expertů členských států EU a která by měla vstoupit v platnost od 1. září 2013. Od 1.9.2013 nabylo účinku Nařízení Evropského parlamentu a Rady (EU) č. 528/2012 ze dne 22. května 2012 o dodávání biocidních přípravků na trh a jejich používání 